# Mtyangimbole
Mtyangimbole ist ein Verwaltungsbezirk (Ward) des Distrikts Madaba in der tansanischen Region Ruvuma.

## Geografie
Mtyangimbole liegt im Südwesten von Tansania etwa 30 Kilometer Luftlinie nördlich der Regionshauptstadt Songea. Der Bezirk grenzt im Norden an Gumbiro, im Nordosten an Mputa, im Südosten an Hanga, im Südwesten an Mpandangindo und im Nordwesten an Mkongotema. Bei der Volkszählung 2022 lebten 12.459 Menschen in 2887 Haushalten auf einer Fläche von 247 Quadratkilometern.

## Gliederung
Der Bezirk besteht aus drei Gemeinden (Mtaa) mit 31 Orten (Kitongoji):
| Mtyangimbole - Namalulu A - Namalulu B - Namalulu C - Kanisani - Maweni - Changarawe - Kibolang'ombe A - Kibolang'ombe B - Kibaoni A - Kibaoni B - Kakon'go | Likalangilo - Mtakuja - Cheleweni - Maungana - Namikiga - Ulamboni - Miembeni - Kilimani - Madizini | Luhimba - Namanditi - Luhimba Juu - Mchikichini - Handeni - Ngembambili A - Ngembambili B - Ngembambili C - Mifugo - Upendo - Nguluma Mizani - Kikwete - Namatuhi |

## Infrastruktur
- Bildung: Im Bezirk liegen zwei weiterführende Schulen.[7] Die Nguluma Secondary School ist eine staatliche koedukative,[8] die Feo Girls Secondary School eine private Mädchen-Internatsschule.[9] Beide bieten eine Ausbildung bis zur 4. Stufe an.
- Gesundheit: In der Gemeinde Mtyangimbole gibt es ein staatliches Gesundheitszentrum[10] und eine private Apotheke,[11] in Luhimba eine staatliche Apotheke.[12]
- Verkehr: Durch den Bezirk verläuft die asphaltierte Nationalstraße T6. Sie führt nach Njombe im Norden und nach Songwe im Süden.[13]